# 시그니처 타워 자카르타
시그니처 타워 자카르타는 인도네시아 자카르타에 승인된 마천루이다.

## 같이 보기
- 인도네시아의 마천루 목록
- 100층 이상의 마천루 목록